# Olibrus kaszabi
Olibrus kaszabi là một loài bọ cánh cứng trong họ Phalacridae. Loài này được Medvedev miêu tả khoa học năm 1971.